# Gandersheimer Reimchronik
Die Gandersheimer Reimchronik ist eine in der ersten Hälfte des 13. Jahrhunderts entstandene, niederdeutsche rhythmische Chronik über die Geschichte des Stifts Gandersheim.
Die Chronik wurde zwischen 1216 und 1218 von Eberhard von Gandersheim verfasst. Ziel der Schrift war die Belehrung der Ministerialen des Stifts. Die Chronik deckt die Geschichte des Stifts von den Anfängen des Stifts im 9. Jahrhundert bis zum Verfassungszeitpunkt ab.